# Інша жінка (фільм, 1988)
«Інша жінка» (англ. Another Woman) — кінофільм режисера Вуді Аллена, що вийшов на екрани 1988 року.

## Зміст
Маріон Пост (Джина Роулендс) 50 років, вона професор філософії, живе з чоловіком (Ієн Голм) розміреним і спокійним життям. Щоб спокійно працювати над книгою, вона знімає квартиру в Нью-Йорку. Незабаром вона виявляє, що може чути розмови в сусідньому приміщенні, де психоаналітик приймає клієнтів. Однією з таких клієнток є жінка в стані глибокої депресії (Міа Ферроу). Знайомство з її історією змушує героїню фільму переоцінити власне життя, стосунки з чоловіком, родичами і близькими людьми.

## Ролі
| Актор             | Роль          |
| ----------------- | ------------- |
| Джина Роулендс    | Маріон Пост   |
| Міа Ферроу        | Хоуп          |
| Ієн Голм          | Кен Пост      |
| Блайт Даннер      | Лідія         |
| Джин Хекмена      | Ларрі Льюїс   |
| Бетті Баклі       | Кеті          |
| Березень Плімптон | Лора          |
| Сенді Денніс      | Клер          |
| Харріс Юлін       | Пол           |
| Філіп Боско       | Сем           |
| Джон Хаусман      | батько Маріон |
| Френсіс Конрой    | Лінн          |

## Цікаві факти
- У 1989 році фільм був номінований на премію «Давид ді Донателло» за найкращу режисуру зарубіжного фільму (Вуді Аллен).

## Знімальна група
- Режисер — Вуді Аллен
- Сценарист — Вуді Аллен
- Продюсер — Роберт Грінхат, Чарльз Х. Джофф, Томас А. Рейлі